# Neil Stubenhaus
Neil Stubenhaus (født 18. juli 1953 i Bridgeport, Connecticut, USA) er en amerikansk bassist.
Stubenhaus startede som barn med at spille trommer, men skiftede som 12-årig til bas. Han studerede bas på Berklee School of Music, med afgangseksamen (1975). Herefter begyndte han at undervise på skolen, og kom samtidig med i gruppen Vital Information, som også talte bl.a. Steve Smith på trommer. Han blev medlem af gruppen Blood, Sweat & Tears (1977), og kom året efter med i Larry Carltons gruppe, som fik ham til at flytte Vest på i landet. Stubenhaus var Quincy Jones og Barbra Streisand's faste bassist i mange år. Han har siden (1979) medvirket på over 600 lp indspilninger, og har spillet med f.eks. Aerosmith, Elton John, Rod Stewart, Billy Joel, Frank Sinatra, Dolly Parton Roberta Flack, Kenny Rogers, Barry Manilow, Willie Nelson, Michael Bolton Natalie Cole, Olivia Newton-John, Céline Dion, Sheena Easton, John Fogerty, Liza Minnelli, Rickie Lee Jones, Ringo Starr, Paul Anka, Shirley Bassey, Joe Cocker, Randy Crawford, George Benson, Al Jarreau, Julio Iglesias, B.B. King, Michael McDonald, Bette Midler, Glen Campbell, Bonnie Raitt, Lee Ritenour, Lionel Richie, Tom Scott etc. Stubenhaus er også medlem af gruppen Karizma.

## Udvalgt Diskografi
- Clayton - David Clayton-Thomas (1978)
- Headlines - Paul Anka (1979)
- Wet - Barbra Streisand (1979)
- Somethin' 'Bout You Baby I Like - Glen Campbell (1980)
- Dreamlovers - Tanya Tucker (1980)
- Mary MacGregor - Mary MacGregor (1980)
- Man's Best Friend - Livingston Taylor (1980)
- Dolly, Dolly, Dolly - Dolly Parton (1981)
- Juice - Juice Newton (1981)
- Playin' My Thang - Steve Cropper (1981)
- Breakin' Away - Al Jarreau (1981)
- Nightwalker - Gino Vannelli (1981)
- Windsong - Randy Crawford (1982)
- Quiet Lies - Juice Newton (1982)
- Heartlight - Neil Diamond (1982)
- Championship Wrestling - Al Kooper (1982)
- Pressin' On - Billy Preston (1982)
- I'm the One - Roberta Flack (1982)
- Dirty Looks - Juice Newton (1983)
- Thelma Houston - Thelma Houston (1983)
- Imagination - Helen Reddy (1983)
- Youngblood - Carl Wilson (1983)
- Merciless - Stephanie Mills (1983)
- What a Feelin' - Irene Cara (1983)
- Not the Boy Next Door - Peter Allen (1983)
- I'm Ready - Natalie Cole (1983)
- Emotion - Barbra Streisand (1984)
- Once Upon a Christmas - Kenny Rogers, Dolly Parton (1984)
- Qualifying Heat - Thelma Houston (1984)
- Primitive - Neil Diamond (1984)
- Straight from the Heart - Peabo Bryson (1984)
- What About Me? - Kenny Rogers (1984)
- Finder of Lost Loves - Dionne Warwick (1985)
- The Heart of the Matter - Kenny Rogers (1985)
- Ya Soy Tuyo - José Feliciano (1985)
- Nobody Wants to Be Alone - Crystal Gayle (1985)
- 20/20 - George Benson (1985)
- Manilow - Barry Manilow (1985)
- Shake Me to Wake Me - Steve Camp (1985)
- Gettin' Away with Murderer - Patti Austin (1985)
- Black and White in a Grey World - Sam Phillips (1985)
- Rapture - Anita Baker (1986)
- Eye of the Zombie - John Fogerty (1986)
- Winner in You - Patti LaBelle (1986)
- Headed for the Future - Neil Diamond (1986)
- Nine Lives - Bonnie Raitt (1986)
- The Bridge - Billy Joel (1986)
- They Don't Make Them Like They Used To - Kenny Rogers (1986)
- The Way Back Home - Vince Gill (1987)
- Get Close to My Love - Jennifer Holliday (1987)
- Friends for Life - Debby Boone (1987)
- Emotion - Juice Newton (1987)
- After Dark - Ray Parker Jr. (1987)
- Reservations for Two - Dionne Warwick (1987)
- I Prefer the Moonlight - Kenny Rogers (1987)
- Everlasting - Natalie Cole (1987)
- Twice the Love - George Benson (1988)
- Document (2000) - Karizma